# Luigi Moltrasio
Luigi Moltrasio (ur. 17 stycznia 1928 w Rovellasca, zm. 27 marca 1990) – włoski piłkarz, występujący na pozycji pomocnika.
W latach 1954–1955 rozegrał 3 mecze w reprezentacji Włoch. Z zespołem S.S. Lazio w 1958 zdobył Puchar Włoch.